# Gülalan
Gülalan ist ein Dorf im Landkreis Buldan der türkischen Provinz Denizli. Gülalan liegt etwa 58 km nordwestlich der Provinzhauptstadt Denizli und 18 km nordwestlich von Buldan. Gülalan hatte laut der letzten Volkszählung 347 Einwohner (Stand Ende Dezember 2010).